# Archaeolemur
Genre
Espèces de rang inférieur
- † A. edwardsi Filhol, 1895
- † A. majori Filhol, 1895

Archaeolemur est un genre éteint de primates lémuriformes de la famille des Archaeolemuridae.
Il comprend deux espèces :
- Archaeolemur edwardsi
- Archaeolemur majori

## Répartition géographique
Afin de reconstituer l’aire de répartition géographique d’Archaeolemur, une étude a été menée en analysant les rapport isotopique du strontium présent dans les os et l’émail dentaire de lémuriens éteints et actuels. Les auteurs n'ont trouvé aucune différence significative dans la variance statistique médiane des isotopes entre les espèces disparues et celles vivant encore aujourd’hui. Cela suggère que, malgré leur plus grande taille corporelle — qui, en général, est corrélée à une plus grande mobilité et à une plus grande variabilité des rapports isotopiques —, les lémuriens subfossiles étaient probablement peu actifs et n’avaient pas une aire de répartition plus vaste que les espèces actuelles. Malgré cette aire relativement restreinte pour leur taille, le genre Archaeolemur aurait été largement réparti à travers Madagascar et aurait montré une large tolérance écologique. 1